# Sulamita

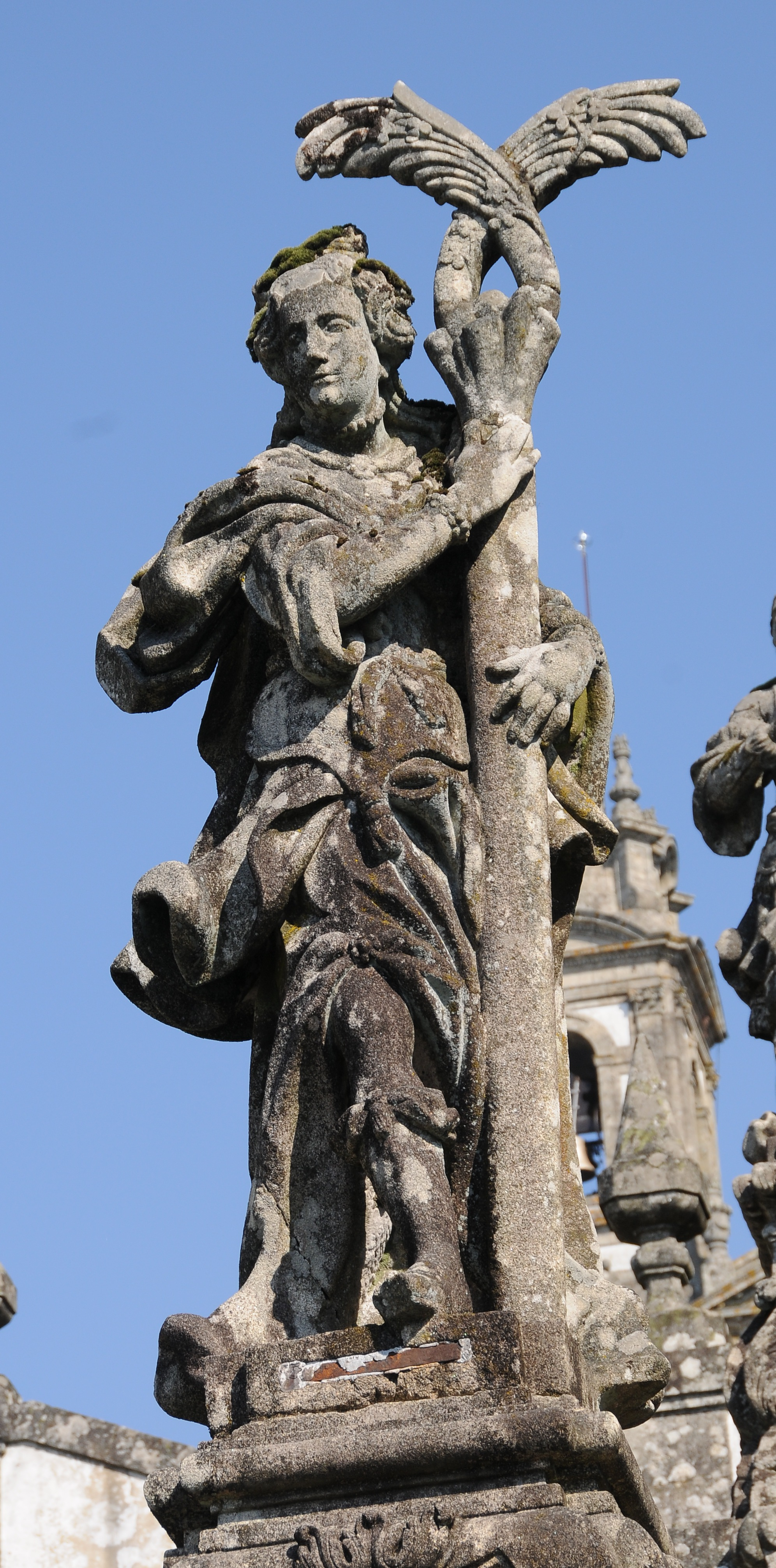
Sulamita nos Escadórios do Bom Jesus

Sulamita ou Sunamita (hebraico: שׁוּלַמִּית, romanizado como Šūlammîṯ; grego koiné: Σουλαμῖτις, romanizado como Soulamîtis; latim: Sūlamītis) é uma personagem bíblica do Antigo testamento. Seu nome significa pacífica, ou que possui a perfeição, ou ainda que possui uma sensualidade que não passa despercebida por ninguém, e aprendeu a se valer desta arma.
Sulamita foi a preferida do Rei Salomão.

## Cantares de Salomão
O livro Cântico dos Cânticos (7:10) traz passagens que mostram o amor do casal:
- "Beije-me ele com os beijos da sua boca; porque melhor é o seu amor do que o vinho"
- "Eu sou morena, mas agradável, ó filhas de Jerusalém, como as tendas de Quedar, como as cortinas de Salomão"
- "Eis que és gentil e agradável, ó amado meu; o nosso leito é viçoso"

## Salomé
Sulamita (Schlomit, em hebraico) é também uma forma do nome Salomé, como também era chamada a personagem bíblica que ficou célebre nos evangelhos de Marcos e Mateus, pelo episódio de decapitação de São João Batista. Salomé era neta de Herodes, o Grande, filha de Herodes Filipe e Herodias, tendo sido criada na corte do tio, o tetrarca Herodes Antipas.